# Мічуново
Мічуново (серб. Мићуново) — село в Сербії, належить до общини Бачка-Топола Північно-Бацького округу в багатоетнічному, автономному краю Воєводина.

## Населення
Населення села становить 520 особи (2002, перепис), з них:
- мадяри — 380 — 73,64%;
- серби — 70 — 13,56%;
- чорногорці — 70 — 4,45%;

Решту жителів  — з різних етносів, зокрема: хорвати, югослави, бунєвці і з десяток русинів-українців.